# 索馬里蘭外交
索馬里蘭共和国的外交關係是由其外交部負責。
索馬利蘭共和國雖已自行宣布獨立為一共和國，但不被國際社會普遍承认為一国家，而是被公認為索马里联邦共和国的联邦成员州之一；現階段，國際社會的普遍立場為支持索馬里政府、及該國領土的完整和主權。
由於索馬里蘭的政治地位存在争议，該國长期沒有與絕大多數國家進行官方往來；索馬里蘭政府現行外交政策的首要目標是爭取國際承認為主權国家和維持国家穩定，其次則為鼓勵外國援助或投資。

## 歷史
索馬里蘭與衣索比亞、吉布地、比利時、法國、加納、肯亞、南非、瑞典、英國和美國保持政治上的接觸，其中衣索比亞和吉布地是索馬利蘭的鄰國。2007年，索馬里蘭總統達希爾·雷亞萊·卡欣率領代表團出席於烏干達坎帕拉的英聯邦政府首腦會議；儘管索馬里蘭已申請以觀察員身份加入英聯邦，但申請至今仍懸而未決。索馬里蘭是非聯合國會員國家及民族組織的成員國之一。
2002年，德國考慮承認索馬里蘭共和國，並在當地設立一個軍事基地；德國最終並沒有這樣做，而是在吉布地建立海軍基地，德國海軍艦艇亦已撤離索馬利蘭柏培拉。2012年9月，德國政府在联合国大会關於索馬利亞問題的小型首腦會議上重申該國支持索馬利亞政府、領土完整和主權。
2010年2月，有傳以色列可能會承認索馬里蘭，但傳言已被證實是謠傳；同時，有指索馬里蘭和以色列軍火商曾走私軍火。2011年，南非和坦尚尼亞兩國的外長均指他們不準備承認索馬里蘭，希望索馬里繼續為單一統治全境的國家；2012年，南非和衣索比亞在聯合國大会關於索馬利亞問題的小型首腦會議上重申將繼續支持索馬利亞政府、領土完整和主權。
2014年4月，英國謝菲爾德市議會舉行關於是否承認索馬里蘭自決權利的投票，是首個舉行類似投票的市議會；投票不具有法律效力，英國政府以及國際社會仍承認索馬里蘭為索馬里的自治區。
2019年7月4日，因几内亚总统阿尔法·孔戴日前邀请索马里兰的总统繆斯·比希·阿卜迪访问几内亚首都科纳克里，并为其举行欢迎仪式。索马里外交与国际合作部部长阿瓦德4日在摩加迪沙宣布，索马里同几内亚断绝外交关系。阿瓦德说，索马里作出这一决定是因为几内亚侵犯了索马里主权与统一。阿瓦德同时警告其他国家不要侵犯索马里的主权和统一。
2020年6月30日，媒體報導，索马里兰的总统繆斯·比希·阿卜迪將派遣索馬利蘭共和國駐台灣代表處代表。7月1日，中華民國外交部長吳釗燮正式宣布雙方互設代表處，外交部公文中称索马里兰为“国家”，即表示索马里兰已得到中華民國的承认（参见中华民国与索马里兰关系）。此举受到中国和索马里的谴责。
2024年1月1日，衣索比亞和索馬利蘭簽署了一份諒解備忘錄，允許衣索比亞透過柏培拉港進入紅海，以換取潛在的承認。

## 索馬里蘭外交列表
| 國家     | 外交承認     | 備註                                                                                                 |
| -------- | ------------ | --- |
| 中華民國 | 2020年7月1日 | 無正式建交，但中華民國事實上承認索馬利蘭為“國家”。                                                   |
| 衣索比亞 | 2024年1月1日 | 雙方簽署協議，索方將向衣方出租柏培拉港50年的使用權，作為回應衣索比亞將成為承認索馬利蘭為“獨立國家”。 |

## 外交代表機構

### 索馬利蘭駐外機構
索馬里蘭在20個國家設有代表或聯絡機構，但這些機構並不在維也納外交關係公約下擁有正式的外交地位。
索馬里蘭在以下城市設有正式外交代表機構：

| - 南非：比勒陀利亞 - ：吉布提市 - 衣索比亞：阿迪斯阿貝巴（另在同地設駐處轄 非洲联盟和IGAD事務） - ：奈洛比 - 法國：巴黎 - 義大利：都靈 | - 中華民國：臺北市 - 瑞典：斯德哥爾摩 - 阿联酋：阿布達比 - 英国：倫敦 - 美国：華盛頓特區 |

在以下城市設有名譽外交代表：

| - 德国：柏林 - 荷蘭：阿姆斯特丹 - 愛爾蘭：都柏林 | - 挪威：奧斯陸 - 比利时：布魯賽爾（另在同地設名譽駐處轄 欧洲联盟事務） |

過去索馬里蘭曾在以下城市設有外交代表機構：
- ：坎培拉
- 中华人民共和国：北京（名誉领事）[39][40]
- 沙烏地阿拉伯：利雅德
- 南蘇丹：朱巴
- 葉門：2010年2月，也門政府據報計劃在哈爾格薩開設外交機構[41]；同年10月，也門官員和邦特蘭當局同意在邦特蘭地區設立類似的外交和經貿辦事處[15]。後因內戰爆發而未成[42]。

### 駐索馬利蘭機構
以下國家在索馬里蘭首都哈爾格薩設有外交代表機構：
- 丹麦
- ：該國在當地設有領事館
- 衣索比亞：該國在當地設有領事館，由外交官銜為大使的外交官負責[43][44]；埃塞俄比亞亦於接壤索馬里蘭、與索馬里蘭有領土紛爭（英语：Puntland–Somaliland dispute）的邦特蘭設領事館[45]，並在索馬里首都摩加迪沙設大使館[46]。
- 中華民國[47][37]
- 土耳其：該國在當地設有領事館
- 英国

## 爭端
索馬里蘭與邦特蘭就蘇爾州、薩那格州及凱恩州的控制權有爭議，這些地區的居民大多數與邦特蘭人同屬哈爾蒂族。索馬里蘭亦與奧達蘭就奧達勒州的控制權有爭議。索馬里蘭領導人認為索马里联邦政府是對他們自行宣布獨立的威脅，與联邦政府保持距離。

## 護照

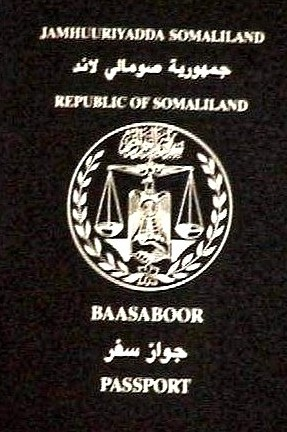
索马里兰护照

索馬里蘭有發行自己的護照；雖然索馬里蘭護照不被任何聯合國成員國家所承認，但中华民国、英國、法國、比利時、南非、南蘇丹、肯亞、吉布提和埃塞俄比亞接受其作為非官方的旅遊證件。